# Wang Jingbin
Wang Jingbin (født 9. maj 1995) er en kinesisk fodboldspiller.

## Kinas fodboldlandshold
| Kinas landshold | Kinas landshold | Kinas landshold |
| År              | Kmp             | Mål             |
| --------------- | --------------- | --------------- |
| 2017            | 2               | 1               |
| Total           | 2               | 1               |